# Кристин Тораринсон
Кристин Тораринсон (исл. Kristinn Þórarinsson; Рејкјавик, 20. мај 1996) исландски је пливач чија ужа специјалност су трке леђнм и мешовитим стилом. 

## Спортска каријера
Прво веће међународно такмичење на коме је Тораринсон наступио, су биле Олимпијске игре младих у Нанкингу 2014, где је био једини мушки члан пливачке репрезентације Исланда. У децембру исте године дебитовао је на Светском првенству у малим базенима у Дохи, али без неког запаженијег резултата. 
Следеће велико такмичење на коме је учествовао је било Европско првенство у малим базенима у Копенхагену 2017, односно светско у кинеском Хангџоуу 2018. године. Ни на једном од та два такмичења није успео да прође квалификационе трке. 
На светским првенствима у великим базенима је дебитовао у корејском Квангџуу 2019, где је пливао у квалификационим тркама на  
50 леђно (44) и 100 леђно (46. место).  